# 胡耀邦故居
胡耀邦故居指的是曾经在八十年代担任中国共产党中央委员会总书记胡耀邦的故居。故居坐落在中华人民共和国湖南省浏阳市中和镇苍坊村敏溪河畔，始建于清朝咸丰（1851–1861）年间，占地面积450平方米，建筑面积300平方米，共计19间。

## 历史
1915年11月20日，胡耀邦出生在此。
1930年，15岁的胡耀邦离开此地。
1963年1月，胡耀邦回浏阳农村调查期间，在故居客房住了一晚。

## 保护
1995年，故居修复并且对外开放。
1996年，故居被湖南省人民政府列为湖南省重点文物保护单位。
2002年，故居被湖南省人民政府列为湖南省爱国主义教育基地。
2007年，故居申报批准为长沙市党员教育基地。
2009年，故居申报批准为国家三级博物馆、湖南省党风廉政教育基地等。
2012年1月，胡耀邦故里旅游景区获批国家AAAA级景区。
2013年5月，胡耀邦故居列入第七批全国重点文物保护单位。
2014年4月，已经退休的前中共中央总书记、国家主席、中央军委主席胡锦涛到胡耀邦故居参观。同年，被浏阳市旅游局评选为“浏阳新八景”之一。
2020年12月21日，中国博物馆协会公布胡耀邦同志纪念馆晋升国家一级博物馆。

## 建筑
胡耀邦故居是坐北朝南的砖木江南民居，青瓦尖顶。

### 陈列馆
2005年2月，胡耀邦故居陈列馆开始修建，2006年11月投入使用，占地13000多平方米，建筑面积3800平方米，展厅面积2100多平方米，融合现代科技用影像、照片、雕塑、文物等展现胡耀邦的一生经历。